# Henriette Catherine de Joyeuse

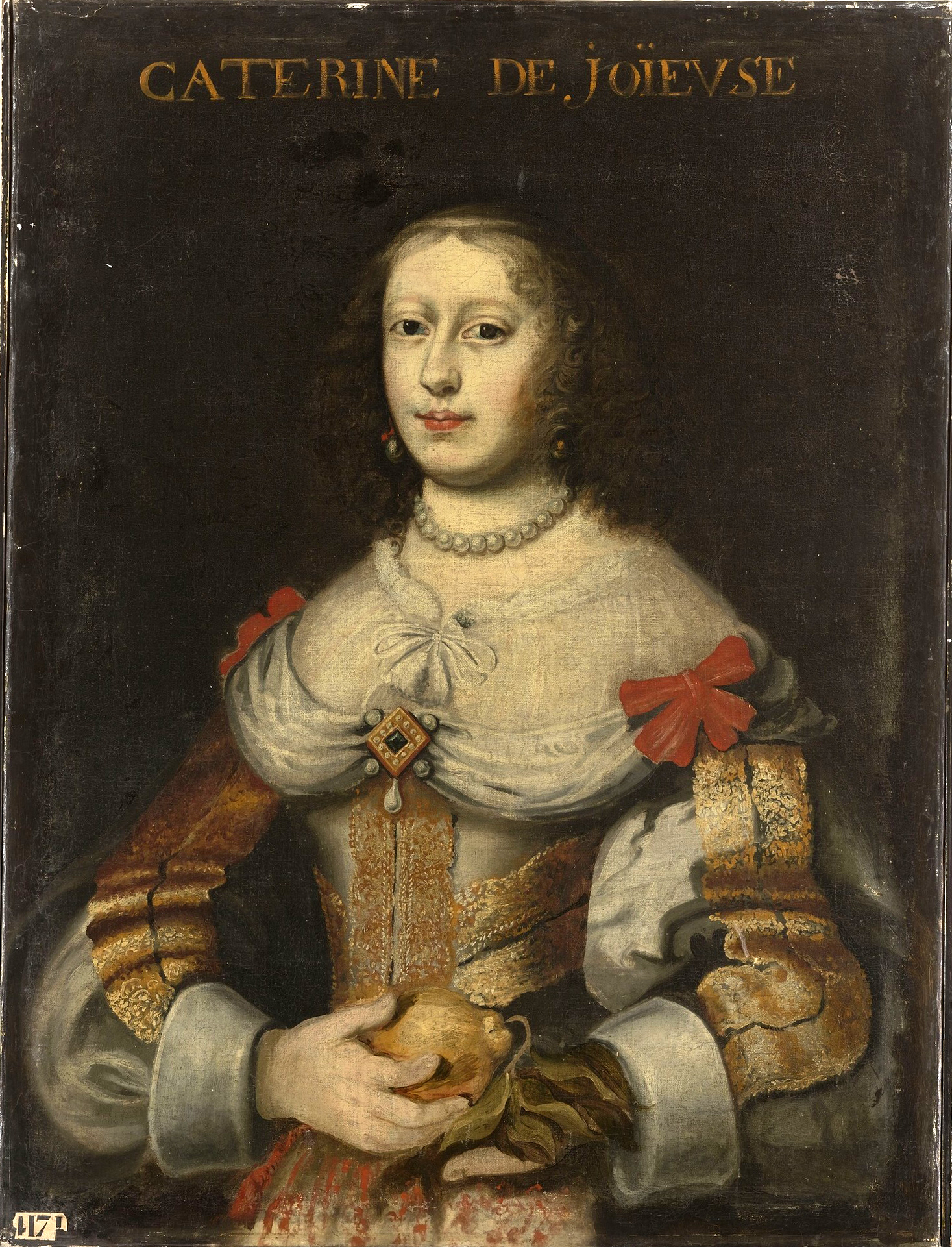
Portret al Henriettei Catherine de Joyeuse

Henriette Catherine de Joyeuse  (8 ianuarie 1585 – 25 februarie 1656) a fost fiica lui Henri de Joyeuse și a Caterinei de Nogaret. Ea s-a căsătorit la 15 mai 1597 cu primul ei soț, Henri de Bourbon, Duce de Montpensier; la 6 ianuarie 1611 s-a căsătorit a doua oară cu, Charles, Duce de Guise.

## Căsătorii și copii
Din prima căsătorie cu Henri de Bourbon ea a avut un singur copil:
1. Marie de Bourbon, Ducesă de Montpensier (15 octombrie 1605 – 4 iunie 1627); s-a căsătorit cu Gaston, Duce de Orléans și a fost mama La Grande Mademoiselle.

Din a doua căsăstorie cu Charles, Duce de Guise ea a avut zece copii:
1. François de Lorena (3 aprilie 1612 – 7 decembrie 1639)
2. băieți gemeni (n. 4 martie 1613 - d. 19 martie 1613); au murit în aceeași zi.
3. Henri de Lorena, Duce de Guise (1614–1664), de asemenea arhiepiscop de Reims
4. Marie de Lorena, Ducesă de Guise (1615–1688)
5. o fată, numită Mademoiselle de Joinville (4 martie 1617 - 18 ianuarie 1618); a murit la aproape un an după ce a contactat o răceală în iarna anului 1617.
6. Charles Louis de Lorena (15 iulie 1618 – 15 martie 1637, Florența)
7. Louis de Lorena, Duce de Joyeuse  (1622–1664), de asemenea Duce de Angoulême
8. Françoise Renée de Lorena (10 ianuarie 1621 – 4 decembrie 1682, Montmartre), stareță de Montmartre
9. Roger de Lorena (21 martie 1624 – 9 septembrie 1653)